# ليو شتاين
ليو شتاين (بالألمانية: Leo Stein )‏ (و. 1861 – 1921 م) هو واضع كلمات الأوبرا، وكاتب، وكاتب سيناريو من النمسا، وأستراليا، ولد في لفيف، توفي في فيينا، عن عمر يناهز 60 عاماً.

## وصلات خارجية
- ليو شتاين على موقع IMDb (الإنجليزية)
- ليو شتاين على موقع ألو سيني (الفرنسية)
- ليو شتاين على موقع ميوزك برينز (الإنجليزية)
- ليو شتاين على موقع أول موفي (الإنجليزية)
- ليو شتاين على موقع قاعدة بيانات برودواي على الإنترنت (الإنجليزية)
- ليو شتاين على موقع قاعدة بيانات الأفلام السويدية (السويدية)
- ليو شتاين على موقع ديسكوغز (الإنجليزية)
- ليو شتاين على موقع قاعدة بيانات الفيلم (الإنجليزية)
- ليو شتاين على موقع كينوبويسك (الروسية)